# Дом, в котором жила Аполлинария Прокофьевна Суслова-Розанова
Дом, в котором жила Аполлинария Прокофьевна Суслова-Розанова, возлюбленная Ф. М. Достоевского, послужившая прототипом ряда героинь его произведений — памятник истории в центре Нижнего Новгорода. Построен в 1873—1874 годах, по проекту архитектора нижегородской городской управы Н. А. Фрелиха.  
Дом является примером массовой жилой застройки Нижнего Новгорода второй половины XIX века, типичной для мещанских слоёв населения. Имеет большую мемориальную ценность, так как связан с именами целого ряда известных деятелей культурной, научной и общественной жизни России.    

## История
В сентябре 1873 года отставному капитану Н. В. Малиновскому утвердили проект на постройку двухэтажного деревянного дома на каменном фундаменте и деревянных надворных служб. Автором проекта выступил архитектор нижегородской городской управы Н. А. Фрелих (1826—1903). Дом был возведён в период 1873—1874 годов. В 1874 году за Н. В. Малиновским уже значились деревянный двухэтажный дом в пять окон по фасаду и аналогичный флигель. Изначально дом строился как доходный, с двумя квартирами, по одной на каждом этаже. 
В архивах не обнаружено сведений о перестройках здания, однако его декор существенно отличается от утверждённого проекта, исполненного в скромных формах академической эклектики. Существующий вид дом приобрёл, предположительно, уже в конце XIX — начале XX веков, и связан с эволюцией художественных вкусов городского мещанства Нижнего Новгорода в сторону фольклорного направления в рамках эклектики.    
Здание имеет мемориальную ценность, так как связано с именами целого ряда выдающихся деятелей культурной и научной сфер. В доме проживала Аполлинария Прокофьевна Суслова (Розанова), русская писательница, мемуаристка, родившаяся в семье бывшего крепостного крестьянина. В 1880-х годах её отец П. Г. Суслов, ставший к тому времени мещанином, владел зданием. В начале 1860-х годов А. П. Суслова слушала лекции в Петербургском университете, опубликовала повесть «Покуда». В тот же период познакомилась с Ф. М. Достоевским, впоследствии став прототипом героинь ряда его произведений. В 1880 году А. П. Суслова вышла замуж за известного русского философа В. В. Розанова. 
В доме также проживала сестра Сусловой, Н. П. Суслова (Голубева) — первая русская женщина, ставшая врачом-гинекологом, внёсшая большой вклад в развитие медицины. В 1867 году Н. П. Сусловой — первой из женщин-медиков в России — была присуждена учёная степень и звание доктора медицины, хирургии и акушерства. После практики в Петербурге, она вернулась в родной Нижний Новгород и поселилась в доме отца. 
Дом связан с деятельностью участников социал-демократического движения в Нижнем Новгороде А. А. Ванеевым, П. А. Заломовым, А. А. и Н. А. Рукавишниковыми. На квартире последних летом 1894 года проходило собрание местных социал-демократов с участием В. И. Ленина.      
В советский период в здании было устроено по две квартиры на каждом этаже. Частично утрачены оконные заполнения, первоначальные входные двери, заменён навес над дверью.  

## Архитектура
Дом двухэтажный деревянный, квадратный в плане, перекрыт вальмовой кровлей. С юго-запада к дому примыкают каркасные дощатые холодные сени с лестницами и входом. Фасады обшиты тёсом, скромный декор сосредоточен на главном фасаде: пропильной резьбой украшены наличники окон второго этажа, резным подзором дополнен междуэтажный фриз.              